# Solo Star
Albums de Solange Knowles
Sol-Angel and the Hadley St. Dreams
(2008)
Solo Star est le premier album de la chanteuse américaine Solange Knowles, sorti par Columbia Records et Music World le 26 décembre 2002 au Japon et le 21 janvier 2003 aux États-Unis. Il débute et prend la 49e place du Billboard 200 américain et la 23e position du Top R&B/Hip-Hop Albums au début février 2003.

## Ventes
L'album ne fonctionne pas bien aux États-Unis avec 112 000 exemplaires vendus selon Nielsen SoundScan, et quitte le classement cinq semaines après ses débuts. Les deux seuls singles de l'album, Feelin' You (Part II) avec N.O.R.E. et Crush (aussi connu en Don't Fight the Feeling) produit par The Neptunes, n'arrive pas à se classer dans le Billboard Hot 100. Solange n'est pas avec Columbia Records, l'album est très rare et non pas sous forme de disque. Le site Web de musique en ligne populaire iTunes ne vend pas l'album ; très peu de magasins peuvent avoir des copies de l'album, mais une fois épuisé l'album n'est plus disponible.
Toutefois, Crush est inclus dans la bande originale du film The Fighting Temptations où joue la sœur de Solange Beyoncé Knowles. La chanson est renommée Don't Fight the Feeling pour correspondre au slogan du film.
C'était le premier et dernier album de Solange chez Columbia.

## Liste des pistes
1. Feelin' You (Part II) (avec N.O.R.E.) : 4 min 06 s
2. Ain't No Way : 3 min 44 s
3. Dance with You (avec B2K) : 3 min 03 s
4. Get Together : 4 min 15 s
5. Crush (Don't Fight the Feeling) : 4 min 33 s
6. So Be It : 4 min 08 s
7. True Love (avec Lil' Romeo) : 3 min 49 s
8. Feel Good Song : 3 min 28 s
9. Wonderland : 4 min 03 s
10. This Could Be Love – 4 min 04 s
11. Feelin' You (Part I) – 3 min 22 s
12. Just like You : 3 min 36 s
13. Thinkin' about You (avec Murphy Lee) : 4 min 04 s
14. Solo Star : 3 min 14 s
15. I Used To : 3 min 27 s
16. Sky Away : 3 min 55 s

Les pistes 17, 18 et 19 sont quatre secondes de silence chaque, avec les pistes bonus qui suivent.
1. This Song's for You : 3 min 20 s
2. Naive (duo avec Beyoncé et Da Brat) : 3 min 45 s
3. Feelin' You (Part II) (Chopped & Screwed Remix) :5 min 22 s

Édition japonaise
1. Feelin' You (Part I) : 3 min 22 s
2. Just like You : 3 min 36 s
3. Thinkin' About You (avec Murphy Lee) : 4 min 04 s
4. Solo Star : 3 min 14 s
5. I Used to : 3 min 27 s
6. Sky Away : 3 min 55 s
7. Naïve (duo avec Beyoncé avec Da Brat) : 3 min 45 s
8. Blinded : 5 min 08 s
9. This Song's for You (piste cachée) : 3 min 20 s
10. This Could Be Love (piste cachée) : 4 min 04 s

### Ressortie
Sorti le 14 novembre 2006
1. Ain't No Way : 3 min 44 s
2. Dance with You (avec B2K) : 3 min 03 s
3. Get Together : 4 min 15 s
4. Crush : 4 min 33 s
5. So Be It : 4 min 08 s
6. Wonderland : 4 min 03 s
7. This Could Be Love : 4 min 04 s
8. Feelin' You (avec Slim Thug) : 4 min 03 s
9. Bring It on Home (S. Knowles, Bama Boyz, B. Taylor) : 3 min 47 s
10. Feelin' You (Nu Soul Remix) : 7 min 13 s
11. Naïve (Maurice Joshua Remix) (duo avec Beyoncé et Da Brat) : 3 min 37 s
12. Crush (Vibelicious Remix) : 6 min 24 s

## Classements
| Pays                             | Meilleure position |
| -------------------------------- | ------------------ |
| Billboard 200                    | 49                 |
| Billboard Top R&B/Hip-Hop Albums | 23                 |